# 井口村 (広島県)
井口村（いのくちむら）とは、かつて広島県佐伯郡に存在した村である。1956年（昭和31年）11月1日に広島市に編入合併されたため消滅した。

## 地理
- 旧井口村域は現在の広島市西区井口・鈴が峰町に相当する。
- 鈴が峰南麓に位置し、南は広島湾に面していた。東は広島市（現在の西区草津地区および古江地区）、西は八幡川をはさんで五日市町（現在の佐伯区）に隣接していた。
- 広島市編入時まで、八幡川河口西側の新開地（現・井口五丁目）を除くと、国道2号の先まで海岸線が迫っていた（井口明神などの町域は編入後、1970年代以降の埋立地である）。

## 歴史

### 村名の由来
「井口」は戦国時代以来の古い地名である。当時は広島湾に突き出す半島であった鈴ヶ峰が「猪の口」の形に似ていたことに由来するという説、隣接する古江の入り口すなわち「江の口」が転じたという説がある。

### 中世
戦国期の井口は近隣の己斐・草津・古江・山田などと同様、厳島神社の所領地であった。この時期、村の西側の八幡川河口東岸一帯は「阿瀬波村」（あせばむら）と呼ばれ、井口とは別の村であった（近世になり井口村に統合された）。

### 近世
江戸時代の井口村は沿岸部を山陽道（西国街道）が通り、村の東端には古江村（のち佐伯郡古田村、現・西区）から続く町屋が並んでいた。街道の難所と呼ばれた村内の小己斐峠（井口峠・長崎峠とも）には一里塚が置かれたが、旅人はこの峠を避け干潮時に海岸の干潟を通ったといわれる。1791年（寛政3年）、先述の阿瀬波の沖合に己斐村の村民が新開地を造成し、新開の守護神として己斐の旭山神社の分身を祀り「小己斐明神」（井口明神）と称した。この時期の井口の産業は『芸藩通志』によれば半農半漁であった。

### 近代
廃藩置県により広島県が発足した1871年（明治4年）、井口海岸を埋め立て廿日市に至る新道が建設され、小己斐峠越えの難所が解消された。1889年には町村制発足により佐伯郡井口村が設置され、1924年（大正13年）には国鉄山陽本線と並行する広島瓦斯電軌（広島電鉄の前身）宮島線が開通し、井口駅が開業した。昭和戦前期には村民の約5割の戸数が農家であり米・麦の他はモモ・ビワなどの園芸農業が活発、漁業従事者は減少しており、海外への出稼ぎ移民も盛んであった。1939年には現在の広島修道大学ひろしま協創中学校・高等学校の前身である広島商業実践女学校が広島電鉄により設立・開校された。そして1956年11月1日の広島市への編入合併に至る。

## 沿革
- 1889年4月1日 ： 町村制発足により佐伯郡井口村の設置。
- 1956年11月1日 ： 広島市との編入合併により消滅。旧村域は同市「井口町」となる。

## 大字
近世以来の「井口村」がそのまま町村制による井口村に移行したため、大字は編成されなかった。

## 交通（1956年11月時点）

### 国道
- 国道2号

### 鉄道
- 広島電鉄宮島線
  - 鈴峯女子大前駅 ： 1941年7月4日「実践女学校前駅」として開業。その後「鈴峯女専前駅」への改称（1947年）を経て、1950年には「鈴峯女子大前駅」となり、2015年に修大附属鈴峯前駅、2019年に修大協創中高前と改称され現在に至る。
  - 井口駅 ： 1938年4月6日「井ノ口駅」として開業。

## 各種施設・企業（1956年11月時点）

### 公共機関
- 井口村役場 ： 現在の井口二丁目・元井口保育園付近に所在。

### 学校
- 鈴峯女子短期大学（私立） ： 1950年開学。
- 鈴峯女子中学校・高等学校（私立） ： 1941年、広島瓦斯電軌などの出資により「広島商業実践女子学校」として設立、43年には広島実践高等女学校と改称、戦後中学校を併設し、1948年には新制「鈴峯女子中学校・高等学校」に改称・移行（その後2015年には経営統合により「広島修道大学附属鈴峯女子中学校・高等学校」に改称し、2019年には共学化により現校名「広島修道大学ひろしま協創中学校・高等学校」に改称した）。
- 井口小学校（公立） ： 1873年（明治6年）8月1日「協心舎」として設立。合併後広島市立となり、井口北小（現在の井口台小）・井口明神小・鈴が峰小などを分離して現在に至っている。

## 産業
漁業、イチジクの栽培など。

## 合併後の状況
- 合併後の状況については井口地区、鈴が峰住宅を参照のこと。
- 広島市への編入合併後、旧村域はそのまま「広島市井口町」となった。1968年には国道2号の混雑解消策として西広島バイパスが鈴が峰中腹に建設、さらに1971年には同バイパス南側に「鈴が台団地」が造成されるなど宅地化が進行した。前年70年にはバイパスと国道の間で町名変更が実施され井口町の大部分が井口・井口鈴が台に分割、一部が草津地区に編入された。その後海岸の埋め立てが進み、新町として井口明神が設置された。また山腹の宅地造成の進行で1977年には鈴が峰町、1985年に井口台が新設され、現在に至っている。井口町の名称は山林部の地区の住所表示として残っている。

## 関連書籍
- 『広島県の地名』（日本歴史地名大系 第35巻） 平凡社、1982年
- 『角川日本地名大辞典 第34巻：広島県』 角川書店、1987年　ISBN 4040013409
- 長船友則 『広電が走る街 今昔』 JTBパブリッシング、2005年　ISBN 4533059864